# Mers-les-Bains
Mers-les-Bains település Franciaországban, Somme megyében. Lakosainak száma 2536 fő (2022. január 1.). Mers-les-Bains Eu, Le Tréport és Saint-Quentin-la-Motte-Croix-au-Bailly községekkel határos.

## Népesség
A település népességének változása:
| Lakosok száma | 2867 | 2840 | 2856 | 2825 | 2738 | 2655 | 2573 | 2548 | 2536 |
|               | 2013 | 2015 | 2016 | 2017 | 2018 | 2019 | 2020 | 2021 | 2022 |